# Los viejos estandartes
«Los viejos estandartes» es el himno oficial del Ejército de Chile desde 1976. Está inspirada en el regreso del general Manuel Baquedano y el mismo ejército a la ciudad de Valparaíso en 1881 durante la Guerra del Pacífico.
Su letra fue escrita por Jorge Inostrosa y su música fue compuesta en 1966 por Willy Bascuñán. Diez años más tarde, sería adoptada como himno del Ejército, quienes la escogieron tras un concurso que medía cuál sería el mejor himno oficial.
Pese a su vínculo simbólico con la dictadura militar encabezada por Augusto Pinochet, esta marcha también ha sido entonada por opositores y políticos de centroizquierda e izquierda, como por ejemplo Michelle Bachelet o Gabriel Boric.

## Historia
En 1966 el músico chileno Willy Bascuñán —integrante de Los Cuatro Cuartos— se puso en contacto con el escritor chileno Jorge Inostrosa Cuevas para solicitarle apoyo para poder componer música referente a la novela Adiós al Séptimo de Línea de 1955.[cita requerida]
Durante una reunión, Inostrosa reconoció tener algunos conocimientos en poesía, por lo que aceptó apoyar a Willy Bascuñán escribiendo algunas obras para que luego las adaptara al neofolklore. Una de las primeras obras que Inostrosa le presentó a Willy Bascuñán fue «Los viejos estandartes», y el mismo Jorge Inostrosa le solicitó a Willy Bascuñán si podía musicalizar esta obra con un estilo de una marcha militar, a lo que Bascuñán aceptó inmediatamente.
En 1966, cuando Willy Bascuñán le presentó «Los viejos estandartes» al director de Los Cuatro Cuartos, Chino Urquidi, hubo varias discusiones debido a que el grupo interpretaba comúnmente música latina y folklórica pero nunca marchas militares, por lo que Urquidi le solicitó a Bascuñán que cambiara de canción debido a que consideró «Los viejos estandartes» como algo inapropiada para la banda, razón por la que se opuso a esta sugerencia. Un día después Willy Bascuñán logró convencer a Urquidi para arreglar y musicalizar la canción por lo que esa misma tarde de 1966 la marcha fue arreglada y su música compuesta por Bascuñán.
Ya a finales de la década de 1960 la popularidad de la marcha era tanta que el teniente coronel Jorge Fernando Castro Castro adaptó las partituras de la marcha para que pudiera ser interpretada por bandas militares. Finalmente, en un concurso hecho para elegir el himno oficial del Ejército de Chile, resultó ganador «Los viejos estandartes», convirtiéndose en la marcha oficial de dicha institución desde el 14 de junio de 1976.

### Grabación y publicación
Después de que Willy Bascuñán compusiera la música de la marcha en 1966, fue grabada en los estudios de RCA Victor con ayuda del ingeniero de sonido Luis Torrejón. La marcha fue publicada por primera vez en un disco de vinilo de 7 pulgadas sencillo. Pocos meses después volvería a publicarse en el álbum LP ¡Al 7º de Línea! de 1966 y que llegó a estar en los primeros puestos de popularidad en Chile.